# ジョーンズ多項式
数学の結び目理論の分野において、ジョーンズ多項式 （Jones polynomial）は ヴォーン・ジョーンズが1984年に発見した多項式不変量である。明確に言うと、ジョーンズ多項式は向き付けられた結び目 または 絡み目の結び目不変量で、整数を係数とする {\displaystyle t^{1/2}} の ローラン多項式 で与えられる。
ジョーンズの発見以来、後述のように数学・物理学のさまざまな話題との関係が発見され議論されている。

## ブラケット多項式による定義

タイプIのライデマイスター移動

正則表示 の形で与えられた、向き付けられた絡み目 L をとる。これに対してカウフマン(en:Louis Kauffman)の ブラケット多項式 ({\displaystyle \langle ~\rangle } で表す)を用いて ジョーンズ 多項式 V(L) を定義しよう。 ここでブラケット多項式は整数を係数とする不定元 A の ローラン 多項式であることに注意する。
まず、{\displaystyle X}多項式(正規化ブラケット多項式とも呼ばれる) {\displaystyle X(L)=(-A^{3})^{-w(L)}\langle L\rangle } を定義する。ここで w(L) は L の与えられた表示でのねじれ数を表す。ある絡み目の表示のねじれ数は、正の交差の個数(下の図の L+)から負の交差の個数(L−)を引いたものである。ねじれ数自身は結び目不変量ではない。
X(L) は結び目不変量である、なぜなら L の表示を三種類の ライデマイスター移動で変化させても X(L) は変わらないからである。ライデマイスター移動 II、III に対する不変性はブラケット多項式がこれらの変形に対して不変であることから従う。ブラケット多項式はライデマイスター移動 I によって {\displaystyle -A^{\pm 3}} 倍だけ変化することが知られている。ねじれ数はライデマイスター移動 I で丁度 +1 または −1 変化するので、上記で与えた X 多項式はこの変形に対して変化しないように定義されている。
X(L) に{\displaystyle A=t^{-1/4}} と代入することで ジョーンズ 多項式 V(L) が得られる。結果として ジョーンズ 多項式は整数を係数とする {\displaystyle t^{1/2}} を不定元としたローラン多項式になる。

## 組み紐の表現による定義
ジョーンズによるジョーンズ多項式のもともとの定式化は彼の作用素環の研究に由来する。ジョーンズ のアプローチにおいて、それはある代数(統計力学における Potts模型 のようなある種の模型に由来)への組み紐の表現のある種の "トレース" から生じた。
絡み目 L が与えられたとせよ。J.W. アレクサンダーの定理によると、L はある組み紐(n 本の紐を持つとする)のトレース閉包である。n 本の紐を持つ組み紐の群 {\displaystyle B_{n}}から、{\displaystyle \mathbb {Z} [A,A^{-1}]}  を係数とする テンパーリーリーブ代数 TLn への表現 {\displaystyle \rho } を定義しよう。また {\displaystyle \delta =-A^{2}-A^{-2}} とする。組み紐の標準的な生成元 {\displaystyle \sigma _{i}} を {\displaystyle Ae_{i}+A^{-1}1} に写すとする({\displaystyle 1,e_{1},\dots ,e_{n-1}} はテンパーリーリーブ代数の標準的な生成元)。これが表現になることは簡単に確かめられる。
L から得られる組み紐群の語 {\displaystyle \sigma } をとり、{\displaystyle \delta ^{n-1}tr\rho (\sigma )} を計算する(tr は マルコフトレース)。この量はブラケット多項式 {\displaystyle \langle L\rangle } を与える。このことは カウフマンが行ったように、テンパーリーリーブ代数をある図式の代数とみなすことによって得られた。
このアプローチの利点は、他の代数への表現で同じように不変量を考えられることである。実際、量子群の R-行列と線形表現や岩堀–ヘッケ代数の表現を使った数多くの不変量が定義され考察された。

## 性質
ジョーンズ 多項式は、次の二つの関係式によって特徴付けられる。
1. {\displaystyle l}を 1以上の整数として、{\displaystyle O^{l}} を {\displaystyle l} 成分の自明な絡み目とするとき、{\displaystyle V(O^{l})=(-t^{1/2}-t^{-1/2})^{l-1}}。
2. {\displaystyle (t^{1/2}-t^{-1/2})V(L_{0})=t^{-1}V(L_{+})-tV(L_{-})\,}(スケイン関係式)
  - ここで {\displaystyle L_{+}}、 {\displaystyle L_{-}}、 {\displaystyle L_{0}} は全て向き付けられた絡み目の表示であって、ある小さな領域以外では全く同一であり、違いは以下に図示された交差交換または平滑化の部分である。

- ブラケットによる ジョーンズ 多項式の定義により、結び目 K の鏡像の ジョーンズ 多項式は V(K) の {\displaystyle t} に {\displaystyle t^{-1}} を代入して得られることが簡単にわかる。よって、自分自身の鏡像と同値な結び目である 両手型結び目 は、その ジョーンズ 多項式に回文的な成分を持つことがわかる。
- ジョーンズ多項式の典型的な計算法は、絡み目 L の正則表示 D に現れる交点のひとつに対してスケイン関係式を適用し、等式変形をすることである(スケイン関係式の計算例(英語) )。うまく交点を選べば変形後の式は、D よりも交点数が小さい表示を持つ絡み目のジョーンズ多項式たちの線形和になり、再帰的な計算で L のジョーンズ多項式の値を求めることができる。

## 関連すること
チャーン・サイモンズ理論との関係
エドワード・ウィッテン が初めて示したように、与えられた結び目 γ の ジョーンズ多項式は、ゲージ群 を SU(2) とした三次元球面の チャーン・サイモンズ理論 を考えて、γ に付随したウィルソンループ WF(γ)（F は SU(2) の基本表現）の真空期待値を計算することで得られる。
量子不変量との関係
ジョーンズ多項式 V(K) の不定元 t に {\displaystyle e^{h}} を代入して h で展開すると、各 hn の係数はヴァシリエフ(Vassiliev)不変量になる。マキシム・コンツェビッチはヴァシリエフ不変量を統一する結び目不変量コンツェビッチ積分を構成した。このコンツェビッチ積分の値(ヤコビ図式と呼ばれる 1,3-価グラフの無限和)に sl2 ウェイトシステム（ドロール・バー-ナタン(Dror Bar-Natan)）が理論的に整備した)を適用するとジョーンズ多項式が復元する。
補空間の体積との関係
カシャエフ(R.M.Kashaev)はいくつかの双曲結び目について数値実験を行い、N 次元表現に対応する色付きジョーンズ多項式のパラメータに 1の N 乗根を代入して N に関してある極限をとると、これらの結び目の補空間の双曲体積が得られることを発見した。村上順はこれをもとに、一般の結び目にたいしても同様に色付きジョーンズ多項式のある極限から補空間の体積が得られると予想した。（体積予想参照）
コバノフホモロジーとの関係
1990年代から 2000年代にかけてミハイル・コバノフは絡み目の図式に対して鎖複体を構成し、導かれるホモロジーが絡み目の不変量であることを示した(コバノフホモロジー)。ジョーンズ多項式はこのホモロジーのオイラー標数として表される。

## 未解決問題
- 自明な結び目 と ジョーンズ 多項式の値が等しい非自明な結び目は存在するか？ 対応する自明な絡み目と ジョーンズ 多項式の値が等しい非自明な 絡み目 は存在する。(Morwen と Thistlethwaite による)

問題（ジョーンズ多項式の一般の3次元多様体内の絡み目への拡張）　
「もともとのジョーンズ多項式は3次元球面（3次元空間R3,　３次元球体B3）の中の絡み目に対して定義されたが、他の3次元多様体の中の絡み目の場合にジョーンズ多項式の定義を拡張せよ。」
この問題の背景や歴史については、この論文

の§1.2　を参照のこと。
この問題は｀有向閉曲面と閉区間の積多様体’の場合には、カウフマンによって
ヴァーチャル絡み目

というものを導入することによって肯定的に解かれた。
他の場合については未解決である。WittenによるJones多項式を表す有名な経路積分は
全てのコンパクト3次元多様体の場合に形式的には書けているが
3次元球面（3次元空間R3,　３次元球体B3）の場合以外は、物理的な意味での計算すらされていない。すなわち物理的な意味でもこの問題は未解決である。
ちなみにアレクサンダー多項式の場合にはこの問題は解決されている（有名な事実）。

## 参考資料
- C. アダムス著 金信泰造訳 『結び目の数学』 培風館 1998年 ISBN 4-563-00254-2 (Colin Adams, The Knot Book, American Mathematical Society, ISBN 0-8050-7380-9)
- L. H. カウフマン著 鈴木 晋一、河内 明夫監訳 『結び目の数学と物理』 培風舘1995年 ISBN 4-563-00237-2 C3041 P4429E (L. H. Kauffman, Knots and Physics, World Scientific, ISBN 978-9810241124)
- W. B. R. リコリッシュ著 秋吉宏尚他訳 『結び目理論概説』 シュプリンガーフェアラーク東京 2000年 ISBN 4-431-70859-6 (W. B. R. Lickorish, An introduction to knot theory. Graduate Texts in Mathematics, 175. Springer-Verlag, New York, (1997). ISBN 0-387-98254-X)
- 和達三樹 『結び目と統計力学』 岩波書店、2002年 (ISBN 4-00-011152-3)
- Louis H. Kauffman, State models and the Jones polynomial. Topology 26 (1987), no. 3, 395–407.  (ブラケット多項式による定義とジョーンズの組みひも表現による定義との関連について説明されている。)
- Morwen Thistlethwaite, Links with trivial Jones polynomial.  J. Knot Theory Ramifications  10  (2001),  no. 4, 641–643.
- Eliahou, Shalom; Kauffman, Louis H.; Thistlethwaite, Morwen B. Infinite families of links with trivial Jones polynomial,  Topology  42  (2003),  no. 1, 155–169.